# SAP Internet Transaction Server
Der SAP Internet Transaction Server (ITS) dient zur Darstellung von graphischen Anwendungsoberflächen als HTML-Seiten. Hierdurch benötigt der Benutzer lediglich einen Web-Browser statt besonderer Software wie dem SAP GUI. Sowohl SAP-eigene als auch vom Anwender selbst entwickelte Anwendungen können mittels des ITS bedient werden.

## Verwendungsbeispiele
- SAPGUI für HTML (webgui), die SAP-GUI-Benutzeroberfläche mittels HTML und JavaScript, die die Bedienung fast aller in ABAP implementierten Transaktionen eines SAP-Systems erlaubt
- Informationssysteme für Kunden, Lieferanten oder Mitarbeiter eines Unternehmens
- Online-Bestellsysteme, Web-Shops

## Varianten

### Eigenständiger ITS (Stand-alone ITS)
- als Client bis einschließlich SAP Basis/SAP Web Application Server 6.40 lauffähig
- Er besteht aus zwei Komponenten, die voneinander und vom dahinter stehenden SAP-System (SAP Web AS) weitgehend getrennt sind:
  - einem W-Gate, das als Erweiterung eines Webservers (z. B. Apache, IIS von Microsoft) läuft
  - einem A-Gate, das mit einem SAP Web AS kommuniziert (unter anderem über das SAP-eigene DIAG Protokoll)
- unterstützt werden Linux und Microsoft Windows
- Anwendungslogik und Datenhaltung in der Regel vollständig im SAP Web AS

### Integrierter ITS
- ab SAP Basis/Web AS 6.40 (SAP NetWeaver '04)
- Die Funktionen des ITS werden nun vollständig vom SAP Web AS ABAP bereitgestellt (mit Ausnahme einiger Schnittstellen, deren Unterstützung generell eingestellt wurde); hierdurch ist der ITS auf sehr vielen Betriebssystemen einsetzbar, und er stellt keine separate Komponente mehr dar.
- Beim Funktionsumfang und Anwendungsbereich gibt es deutliche Überlappungen mit den Aufbereitungsfunktionen des SAP Web AS Java, der aber technisch vollständig getrennt ist, und intern andere Methoden verwendet.